# 周苍柏

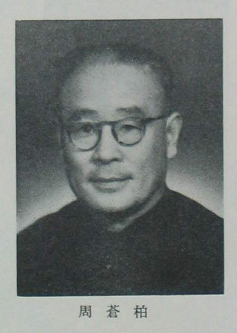
周蒼柏近照

周苍柏（1888年—1970年2月28日），湖北武昌人，近代银行家、企业家。
周苍柏的先祖清朝初期从江西乐平县迁居湖北江夏县，在武昌大堤口开设周天顺炉房，周苍柏祖父周庆春1866年将炉房迁至汉阳双街弹夹巷，并将“周天顺”一名改为“周恒顺”，此后开始经营机器制造业，炉房于1905年改称汉阳周恒顺制造机器厂。周苍柏之父周咸若（号韵宣）1902年在汉口龙王庙河街开设商行，成为实业家和资本家。
周苍柏早年曾就读于武昌文华书院、上海南洋公学。后前往美国留学，1917年毕业于纽约大学银行系。返国后，曾担任过上海商业储蓄银行汉口分行经理，湖北省银行总经理，重庆华中化工厂、汉中制革厂董事长等，1929年更在东湖西岸兴建海光农圃，该园林后来演变为东湖风景区。抗战结束后任国民政府行政院善後救濟總署湖北分署署长。
中华人民共和国成立后，出任政务院财政经济委员会委员、中南军政委员会委员、中南轻工业部副部长。1951年起兼任湖北省工商联主任委员，1955年后改任副主任委员。此外，他还曾任第一至三届湖北省政协副主席，第二届全国政协委员，第三、四届全国政协常委，中华全国工商业联合会常委等职。1970年逝世。
其女周小燕为著名女高音歌唱家，子周德佑（1920－1938）为抗敌演剧队成员。